# Izvorul din satul Cucuruzeni
Izvorul din satul Cucuruzeni este un monument al naturii de tip hidrologic în raionul Orhei, Republica Moldova. Este amplasat pe malul drept al râului Cogâlnic, în partea de sud a satului Cucuruzeni. Ocupă o suprafață de 0,5 ha, sau 0,28 ha conform unor aprecieri recente. Obiectul este administrat de Primăria comunei Cucuruzeni.

## Descriere

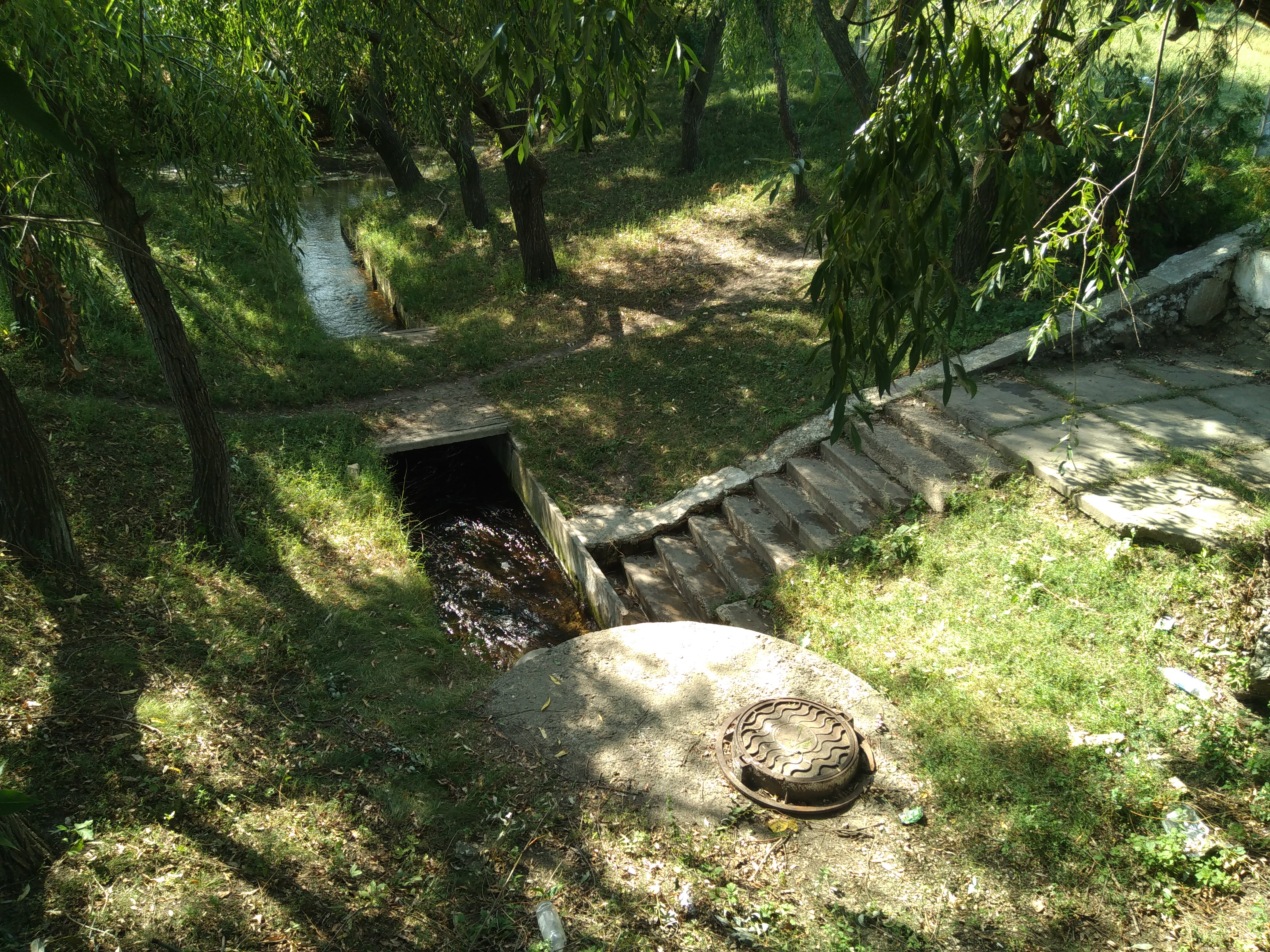
Vedere generală

Izvorul este amenajat într-o mică văgăună. Niște scări de beton coboară spre gura acestuia. Dintr-o fântână de beton ies două țevi de metal cu diametru diferit, din care apa se scurge în râul Cogâlnic.
Are apă rece, este oligomineral după gradul de mineralizare și descendent de vale (apărut în lunca râului Cogâlnic) din punct de vedere geologic. După compoziția chimică apa este sulfat-hidrocarbonată–calciu-magnezică (SO4 – HCO3; Ca – Mg). Ea nu are miros, este incoloră, slab alcalină (pH 8,25) și aproape de concentrația maxim admisă a poluării cu nitrați, valoarea acesteia fiind de 37 mg/l.

## Statut de protecție
Izvorul este un obiect hidrologic cu debit foarte mare, de cca. 480 l/min, contribuind la debitul râului Cogâlnic, afluent al Răutului. În preajma sa sunt amenajate, ca elemente de recreație, câteva bănci și o masă.
Din 1998, conform Legii nr. 1538 privind fondul ariior naturale protejate de stat, izvorul are statut de monument al naturii. În anexele legii, se atestă că acesta aparținea Întreprinderii Agricole „Frunze”. Între timp, izvorul a trecut la balanța Primăriei comunei Cucuruzeni.
Cele mai apropiate gospodării sunt amplasate la aprox. 50 m depărtare, iar drumul central al satului trece la cca. 100 m de izvor. În zona de protecție cresc pâlcuri de arbori: sălcii, plopi, arțari ș.a. Uneori în preajma acesteia pot fi depozitate deșeuri menajere și de grajd.
Pentru ameliorarea situației ecologice, este necesară păstrarea curățeniei și instalarea unui panou informativ. Zona de recreație necesită îmbunătățiri.

## Galerie de imagini

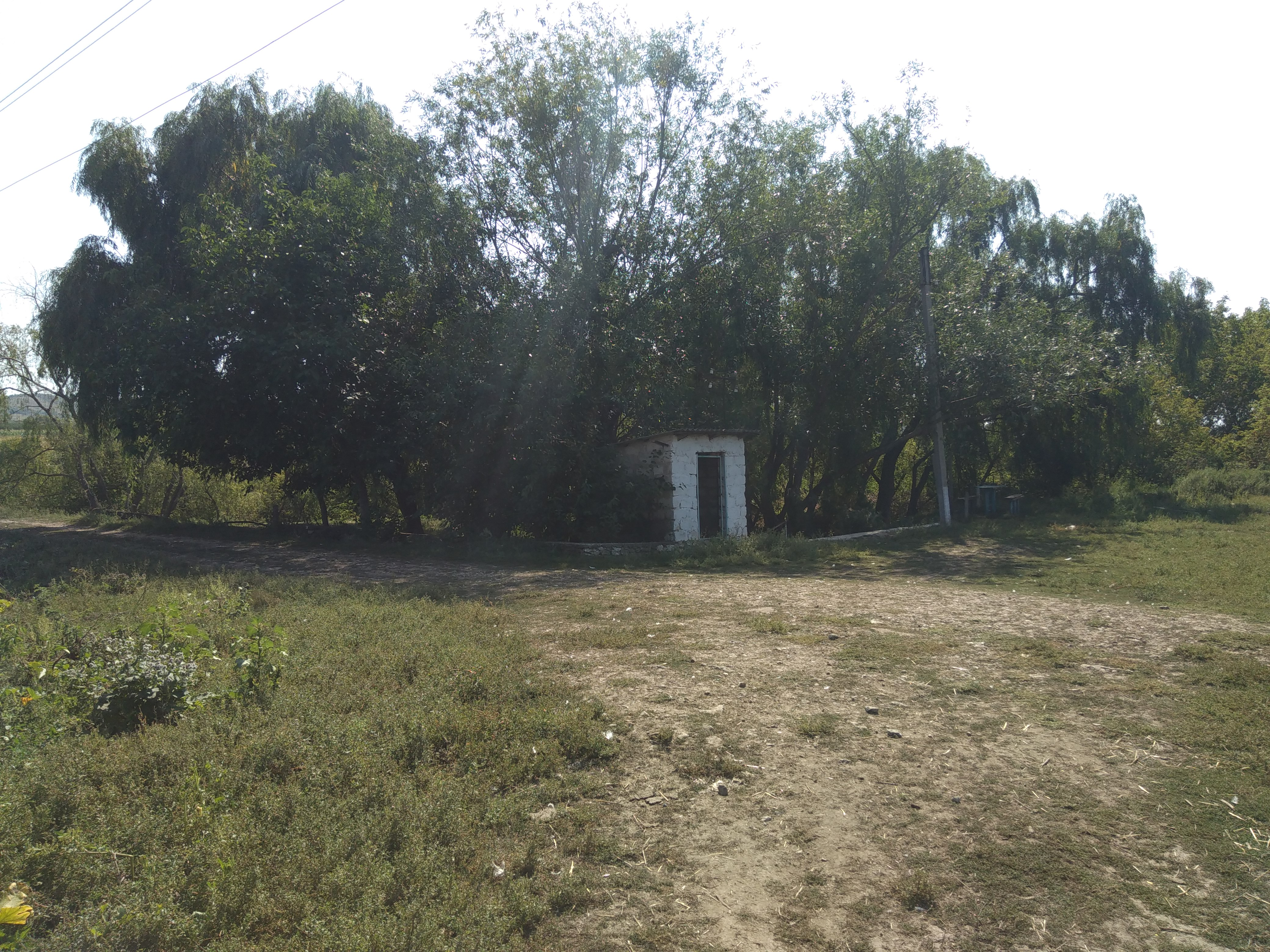
Vedere dinspre sat
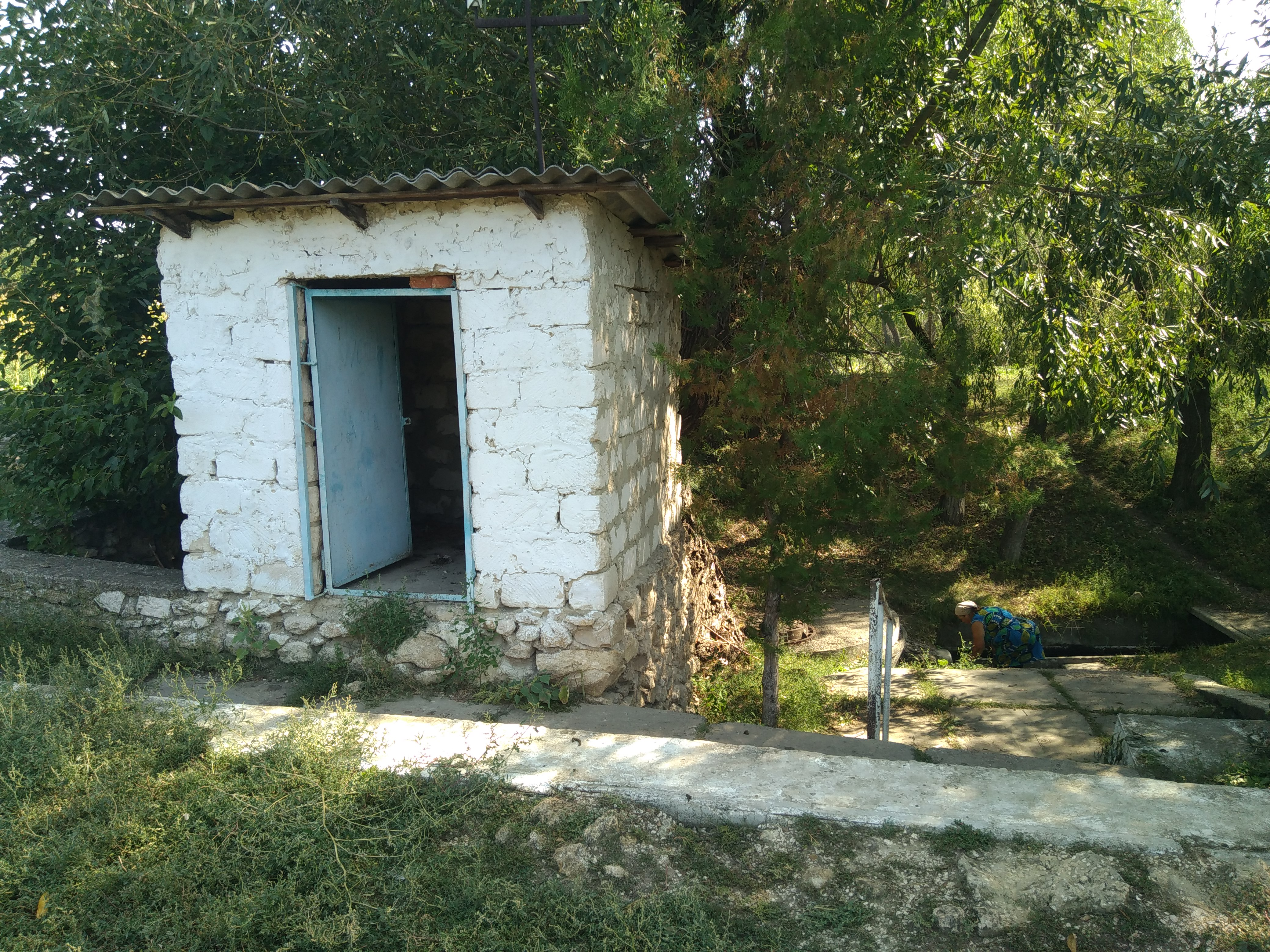
Construcție lângă izvor
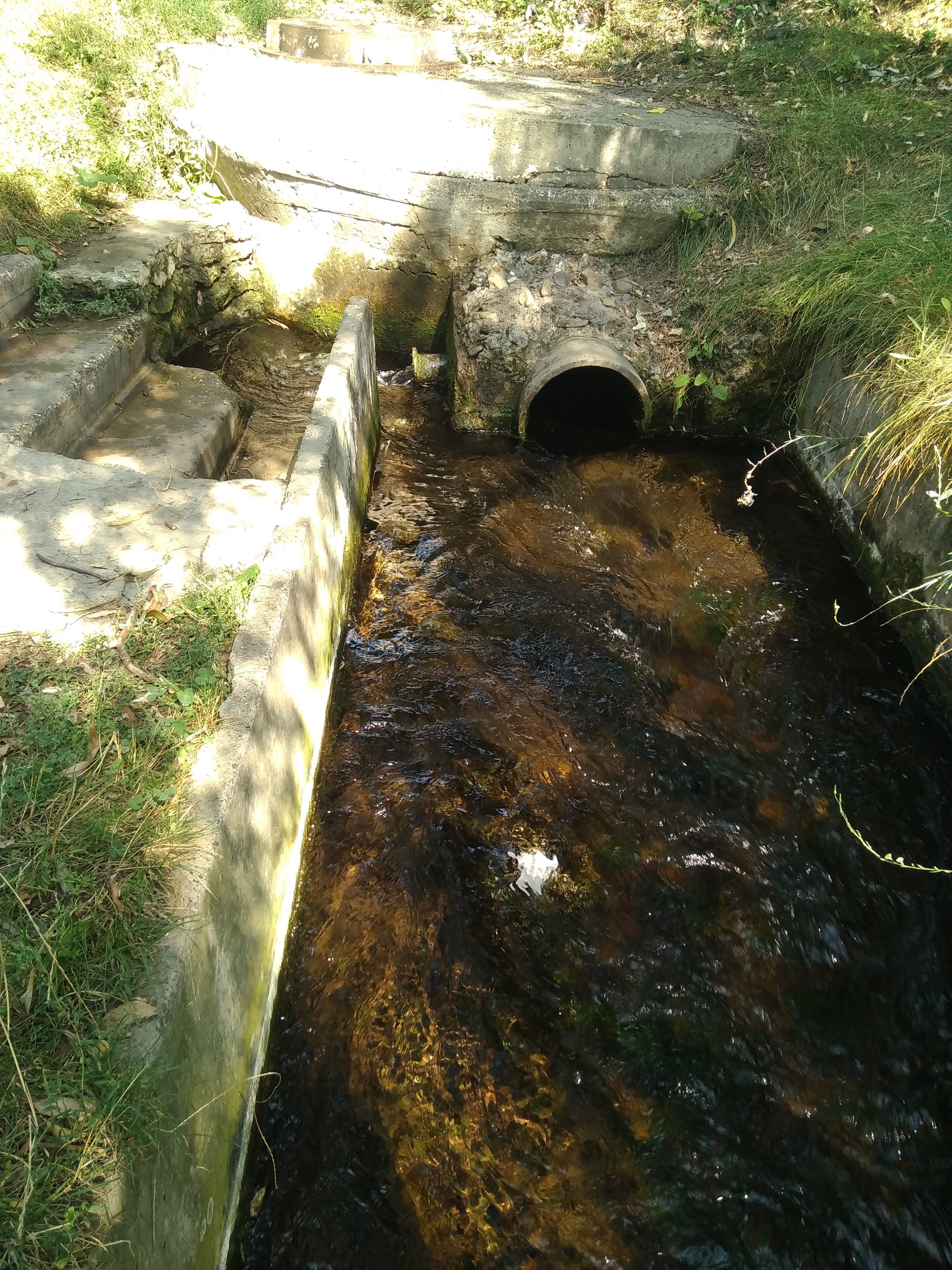
Ulucul
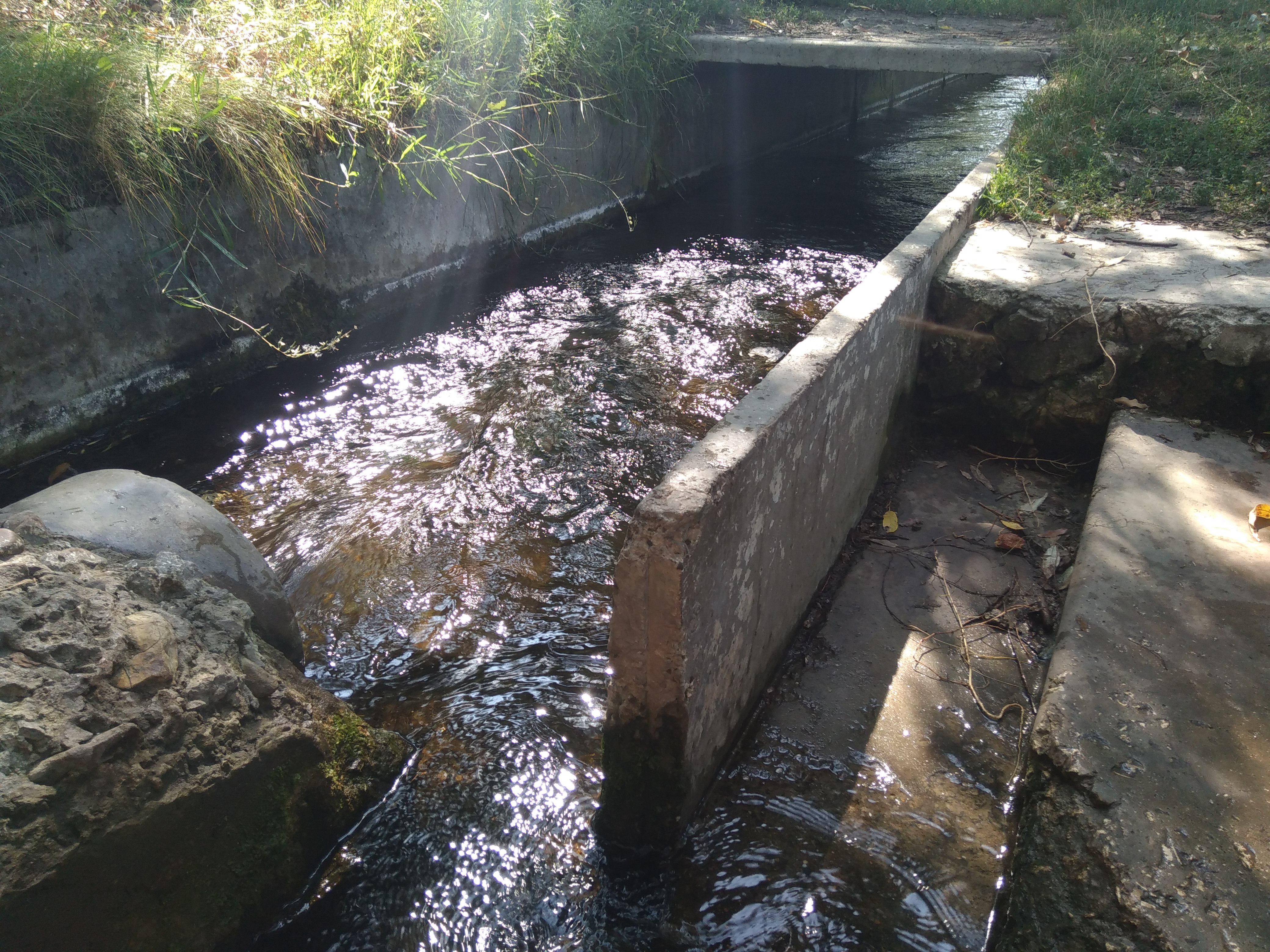
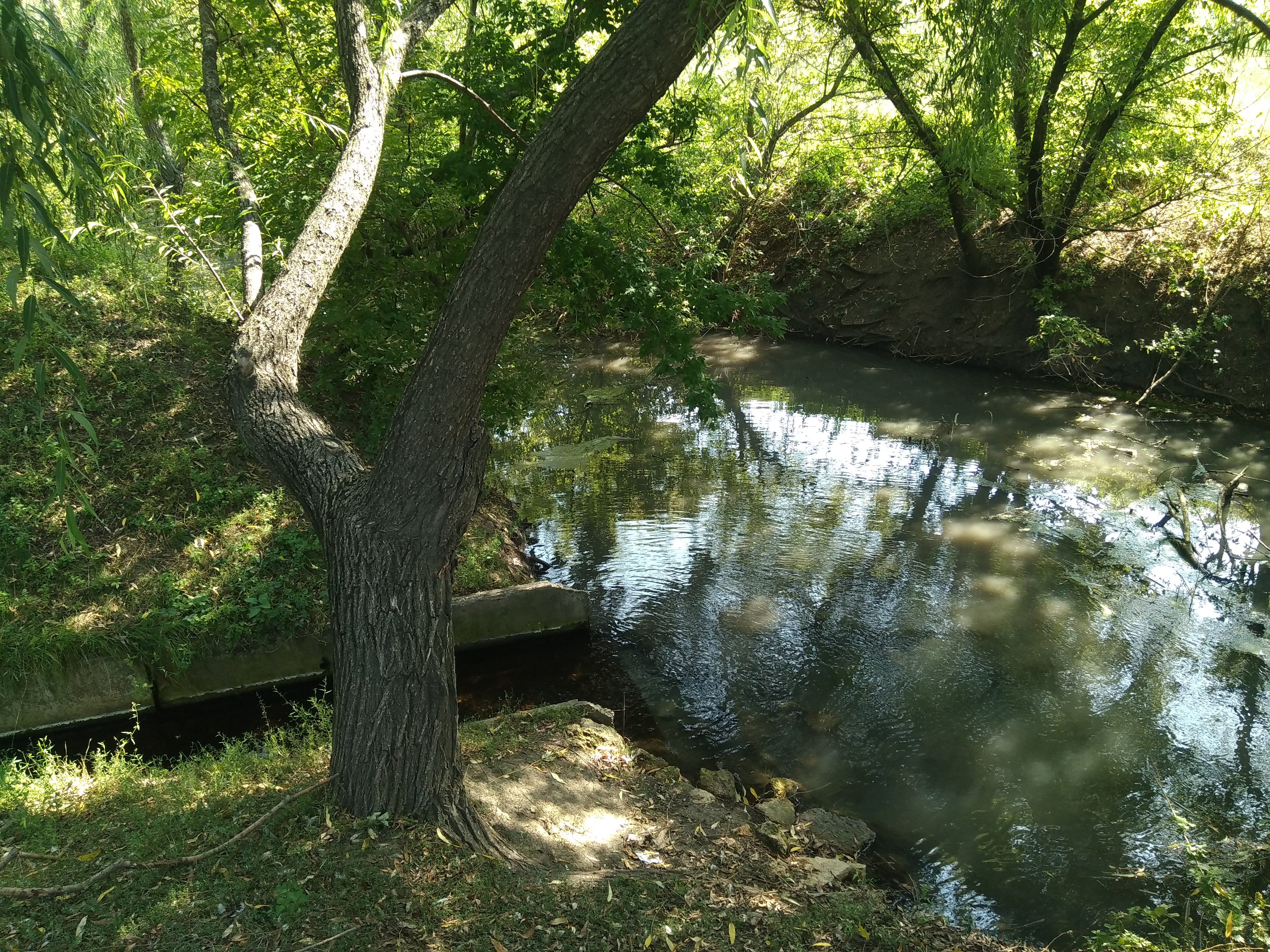
Scurgerea izvorului
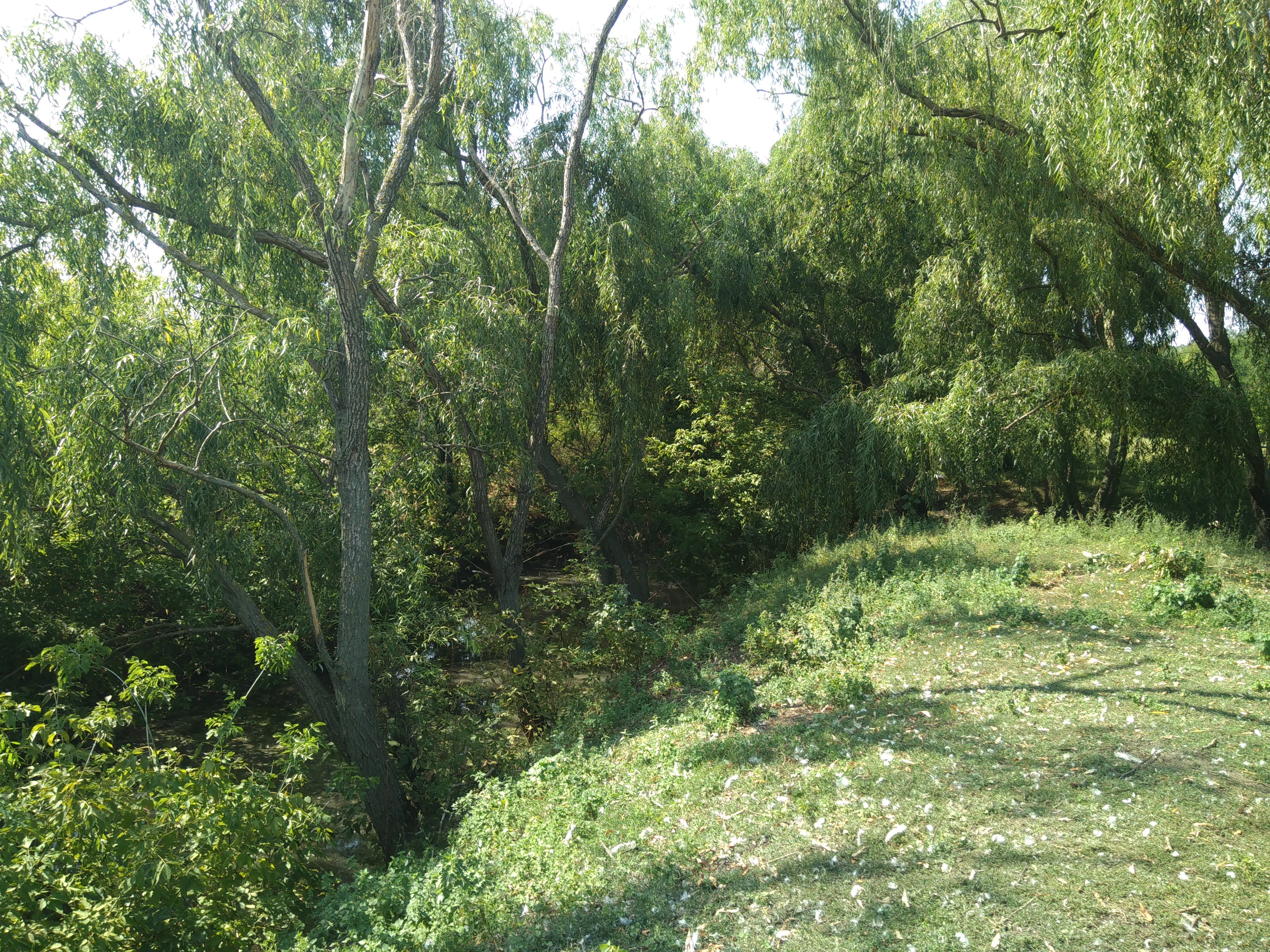
Zona verde dimprejur
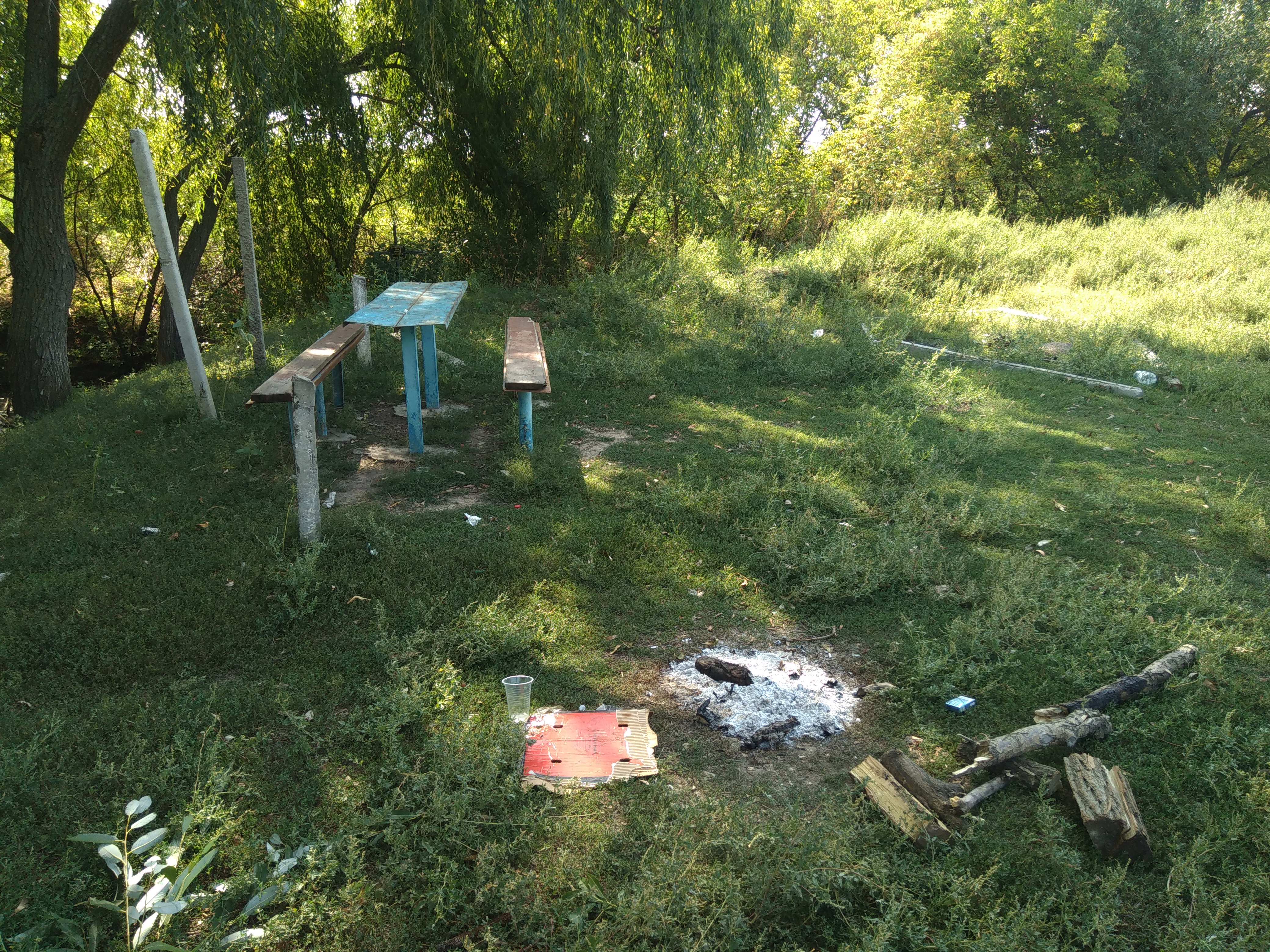
Urme de picnic lângă izvor